# Влк, Аллан
А́ллан Сти́вен Влк Дуре́ (исп. Allan Steven Wlk Duré; род. 1 марта 2003, Асунсьон) — парагвайский футболист, нападающий клуба «Селая».

## Клубная карьера
Влк — воспитанник столичных клубов «Насьональ» и Олимпия. 12 марта 2023 года в матче против «Хенераль Кабальеро» он дебютировал в парагвайской Примере в ссотаве последнего. В начале 2024 года Кевин на правах аренды перешёл в мексиканскую «Селаю».

## Международная карьера
В 2023 году в составе молодёжной сборной Парагвая Влк принял участие в молодёжном чемпионате Южной Америки в Колумбии. На турнире он сыграл в матчах против сборных Аргентины, Перу, Венесуэлы, Уругвая, Эквадора, а также дважды Колумбии и Бразилии. В поединке против аргентинцев и колумбийцев Аллан забил по голу.